# Shingwedzi (Fluss)
Der Shingwedzi (Tshivenda: Tshingwedzi; Xitsonga: Xingwidzi; Afrikaans: Shingwedzirivier; Portugiesisch: Rio Shingwidzi) ist ein Fluss, der durch die Provinzen Limpopo in Südafrika und Gaza in Mosambik fließt. Er ist ein linker Nebenfluss des Lepelle (bis 2005 Olifants River oder Olifantsrivier) sowie dessen nördlichster Zufluss. Er ist nicht ganzjährig wasserführend, sondern lediglich saisonal. Ein ökologisches Problem stellt die landwirtschaftlich wie industriell veranlasste Schadstoffanreicherung des Flusses dar sowie die Überweidung umliegender Gebiete.

## Flussverlauf
Der Shingwedzi mündet in der Salzpfannenebene südöstlich des Gebirgszugs des Soutpansberges. Seine Quellen liegen etwa 40 km südöstlich der Bezirkshauptstadt Vhembes, Thohoyandou. Der Shingwedzi durchfließt im weiteren Verlauf die plateauartigen Regionen des Bushvelds und erreicht so den Kruger-Nationalpark. Weitere wichtige Zuflüsse des Shingwedzi-Beckens sind der Mandzoro, der Mphongolo, der Phugwane und der Gole. Weiterhin fließen die Wasser von Shisha, Tshamidzi, Bububu und Dzombo dem Becken zu.
Der Fluss wird an zwei Stellen gestaut. Die Stauung verrichten einerseits der Kanniedood-Damm im Krüger-Nationalpark und andererseits der Dreiländereck-Damm (Südafrika, Mosambik und Simbabwe), der den Zufluss des Mphongolo aufhält. In Mosambik knickt der Fluss in südliche Richtung ab und fließt im weiteren Verlauf südostwärts. Stromabwärts passiert er noch die Umgebung eines durch das Absperrbauwerk der Massingir-Talsperre gebildeten Stausees und mündet letztlich etwa 12 km danach in den Lepelle, der sein Wasser in den Indik ergießt.

## Hydrometrie
Die Abflussmenge des Shingwedzi wurde am Pegel Kanniedood Kruger National Park, bei dem größten Teil des Einzugsgebietes, über die Jahre 1984 bis 2013 in m³/s gemessen.

## Klima im Einzugsgebiet
Das Shingwedzi-Flussgebiet ist relativ klein, mit einer Fläche von etwa 5300 km². Das Klima gilt als heiß und trocken. Die geringen Niederschlagsmengen im Einzugsgebiet liegen im Jahresdurchschnitt lediglich zwischen 400 und 650 mm. Die Temperaturen schwanken zwischen 2,4 °C im Winter und 40,8 °C im Sommer. Das Einzugsgebiet ist frostfrei.